# Sebt
Ne doit pas être confondu avec Es Sebt.
Sebt est une commune de la wilaya de Tiaret en Algérie.